# School Gyrls
School Gyrls è un film del 2009 diretto da Nick Cannon. Protagonisti d'effetto Justin Bieber e Soulja Boy.